# Radu Mânea
Radu Mânea (n. 29 noiembrie 1949) este un fost deputat român în legislatura 1996-2000, ales în județul Vrancea pe listele partidului PNȚCD. În cadrul activității sale parlamentare, Radu Mâne a fost membru în grupurile parlamentare de prietenie cu Republica Cuba, Republica Cehă și Republica Costa Rica.